# Tina Brooks
Tina Brooks, właśc. Harold Floyd Brooks (ur. 7 czerwca 1932 w Fayetteville, zm. 13 sierpnia 1974 w Nowym Jorku) – amerykański saksofonista jazzowy.
Grał na saksofonie tenorowym. Był reprezentantem stylu hard bop. Znany jest głównie z nagrań dla wytwórni Blue Note Records, dla której nagrał cztery sesje jako lider w latach 1958-1961. Brał także udział w nagraniu płyt Kenny'ego Burrella, Freddiego Hubbarda, Jackiego McLeana, Freddiego Redda i Jimmy'ego Smitha.
Po 1961 nie brał udziału w sesjach nagraniowych ze względu na kłopoty zdrowotne związane z uzależnieniem od narkotyków. Występował w klubach, głównie w Bronksie. Zmarł w 1974 na niewydolność wątroby.

## Dyskografia

### Jako lider
- Minor Move (1958)
- True Blue (1960)
- Back to the Tracks (1960)
- The Waiting Game (1961)

### Jako sideman
- The Sermon! (Jimmy Smith 1958)
- House Party (Jimmy Smith 1958)
- Cool Blues (Jimmy Smith (958)
- Blue Lights Vols 1 & 2 (Kenny Burrell 1958)
- On View at the Five Spot Cafe (Kenny Burrell 1959)
- Open Sesame (Freddie Hubbard 1960)
- The Connection (Freddie Redd 1960)
- Jackie's Bag (Jackie McLean 1960)
- Shades of Redd (Freddie Redd 1960)
- Redd's Blues (Freddie Redd 1961)